# Abd el-Azíz Buteflíka
Abd el-Azíz Buteflíka (arabul عبد العزيز بوتفليقة, francia átírással Abdelaziz Bouteflika), (1937. március 2. – 2021. szeptember 17.) algériai politikus, Algéria ötödik köztársasági elnöke 1999. április 27. és 2019. április 2. között 20 éven keresztül.

## Élete
1937. március 2.-án született a marokkói Oujdában, ahova a szülei az algériai Tlemcenből vándoroltak ki. Apja egy szúfi rend sejkje volt, így betéve tudta  az egész Koránt. Iskoláit helyben végezte – kitűnő eredményekkel –, majd 1956-ban, 19 évesen Algériába ment, és csatlakozott a gyarmattartó Franciaország ellen akkor már három éve harcoló Nemzeti Felszabadítási Fronthoz (FLN) és annak hadseregéhez, a Nemzeti Felszabadító Hadsereghez (ALN). A szabadságharc nyugati szárnyán, a híres Uzsda-csoport legendás alakjává vált, és ott lett a későbbi elnök, Huari Bumedien bizalmasa.
A függetlenség 1962-es kivívása után Tilimszán képviselőjeként ifjúsági- és sportminiszter lett Ahmed Ben Bella kormányában, majd 1963-tól 16 éven keresztül (1979-ig) az ország külügyminisztere. 1965 júniusában részt vett Bumedien oldalán Ben Bella megbuktatásában. Külügyminiszterként fontos szerepet játszott az El nem kötelezett országok mozgalmában. A Bumedien halála utáni hatalmi vetélkedésben a párt jobbszárnyát képviselte.
1983. augusztus 8.-án elítélték 60 millió algériai dinár elsikkasztásáért a külügyminisztérium pénzéből, de Sadli Bendzsedid elnöktől kegyelmet kapott, két közvetlen munkatársa (Szenúszi és Budzsakdzsi) került börtönbe. Miután hat évet töltött külföldön, 1989-ben tért vissza az FLN Központi Bizottságába.
Az 1992-ben kitört algériai polgárháború idején nem játszott fontos politikai szerepet. 1994-ben visszautasította a hadsereg által felkínált államfői tisztséget, melyet ezután 5 évig Liamín Zérual töltött be. 1999. április 15-én függetlenként, a hadsereg támogatásával indult az elnökválasztáson, melyet a szavazatok 73,8%-ával nyert meg. A 2004-ben, 2009-ben és 2014-ben tartott választások során újraválasztották. Harmadik megválasztása előtt, 2008-ban alkotmánymódosítás tette lehetővé újbóli indulását.
Buteflíka elnöksége alatt zárult le az algériai polgárháború. Két, népszavazással megerősített amnesztiával (1999, 2005) elérte, hogy a korábban a kormány és a hadsereg ellen harcoló iszlamista csoportok (FIS, GIA) letegyék a fegyvert. 2002-re Antar Zuabri GIA-vezér likvidálása után véget ért az országban a polgárháborús helyzet. A GIA-ról leszakadt GSPC (Szalafista Csoport az Imádságért és a Harcért) folytatta a harcot. Ebből a marginális csoportból alakul ki később az Al-Káida észak-afrikai ága (2014-től az ISIL-hez tartozik). A terrortámadások száma csökkent, de nem szűntek meg teljesen. 2011 januárjában országszerte tömegtüntetések kezdődtek, melyek követeléseit Buteflíka kormányzata részben teljesítette és február 24-én megszüntette az 1992 óta tartó szükségállapotot az országban. A szociális probléma kezelhető maradt a szénhidrogénexportból származó bevételek révén, Algériának sikerült elkerülnie az erőszak és káosz újbóli eszkalálódását az országban.
Buteflika elnökké választását követően valóságos reformfolyamat kezdődött az országban, amelynek eredményeként a többpártrendszer gyökeret eresztett, a sajtó szabad lett, s a nők bevonása a társadalmi-politikai életbe is sikeresnek mondható. A 2012. májusi törvényhozó választásokon a 462 tagú képviselőházba 147 nő került be.
2013-ban Buteflika agyi érkatasztrófát szenvedett el. Ezután tolószéket kellett használnia, és ritkán jelent meg a nyilvánosság előtt.
2019. április 2-án – a tömeges tiltakozások hatására – lemondott hivataláról, majd április 9-én a törvényhozás a parlament felsőházának elnökét, Abdelkader Benszalahot választotta meg az ország ideiglenes államfőjévé.
Buteflika 2021. szeptember 17-én, 84 éves korában elhunyt.